# Purmerend Overwhere vasútállomás
Purmerend Overwhere vasútállomás vasútállomás Hollandiában, Purmerend községben,  településen.

## Vasútvonalak
Az állomást az alábbi vasútvonalak érintik:
- Zaandam–Enkhuizen-vasútvonal

## Kapcsolódó állomások
A vasútállomáshoz az alábbi állomások vannak a legközelebb:
- Hoorn vasútállomás
- Purmerend vasútállomás